# Sri Hargobindpur
Sri Hargobindpur é uma cidade  no distrito de Gurdaspur, no estado indiano de Punjab.

## Demografia
Segundo o censo de 2001, Sri Hargobindpur tinha uma população de 3993 habitantes. Os indivíduos do sexo masculino constituem 52% da população e os do sexo feminino 48%. Sri Hargobindpur tem uma taxa de literacia de 66%, superior à média nacional de 59.5%: a literacia no sexo masculino é de 69% e no sexo feminino é de 63%. Em Sri Hargobindpur, 12% da população está abaixo dos 6 anos de idade.